# Llista de monuments del Port de la Selva
Llista de monuments del Port de la Selva inclosos en l'Inventari del Patrimoni Arquitectònic Català per al municipi del Port de la Selva (Alt Empordà). Inclou els inscrits en el Registre de Béns Culturals d'Interès Nacional (BCIN) amb la classificació de monuments històrics i els Béns Culturals d'Interès Local (BCIL) de caràcter arquitectònic.
| Monument                                                                                  | Protecció       | Estil/època                                              | Localització                                                                                            | Coordenades                                          | Codi?         | Imatge |
| ----------------------------------------------------------------------------------------- | --------------- | -------------------------------------------------------- | --- | ---------------------------------------------------- | ------------- | --- |
| Monestir de Sant Pere de Rodes, Sant Pere de Roda                                         | BCIN 181-MH-EN  | Preromànic, romànic, gòtic X, XII, XV, XVII              | El Port de la Selva Camí del Monestir                                                                   | 42° 19′ 24″ N, 3° 09′ 58″ E / 42.323292°N,3.166238°E | RI-51-0000348 | Monestir de Sant Pere de Rodes (el Port de la Selva) · Vegeu més fotos d'aquest monument · Carregueu una nova foto d'aquest monument                 |
| Castell de Verdera, Castell de Sant Salvador de Verdera                                   | BCIN 1303-MH-EN | Romànic, obra popular XI, XIII                           | El Port de la Selva Muntanya de Sant Salvador                                                           | 42° 19′ 12″ N, 3° 10′ 05″ E / 42.319957°N,3.167968°E | RI-51-0006039 | Castell de Verdera (el Port de la Selva) · Vegeu més fotos d'aquest monument · Carregueu una nova foto d'aquest monument                             |
| Torre de Sant Baldiri                                                                     | BCIN 1304-MH    | Obra popular XVI                                         | El Port de la Selva Camí de Sant Baldiri                                                                | 42° 19′ 33″ N, 3° 13′ 47″ E / 42.325706°N,3.229794°E | RI-51-0006041 | Carregueu una nova foto d'aquest monument |
| Església de Santa Helena de Rodes, Santa Creu de Rodes                                    | BCIN 1954-MH-EN | Preromànic, romànic, obra popular IX, XI, XV, XVI, XVIII | El Port de la Selva Antic poble de Santa Creu de Rodes                                                  | 42° 19′ 36″ N, 3° 09′ 36″ E / 42.326638°N,3.160048°E | RI-51-0009277 | Església de Santa Helena de Rodes (el Port de la Selva) · Vegeu més fotos d'aquest monument · Carregueu una nova foto d'aquest monument              |
| Casa de la Vila del Port de la Selva, Ajuntament                                          |                 | Eclecticisme XX Mitjan                                   | El Port de la Selva C. del Mar, 3                                                                       | 42° 20′ 21″ N, 3° 12′ 16″ E / 42.339281°N,3.204428°E | IPA-19996     | Casa de la Vila del Port de la Selva · Vegeu més fotos d'aquest monument · Carregueu una nova foto d'aquest monument                                 |
| Església parroquial de Santa Maria de les Neus                                            |                 | Barroc XVIII Mitjan                                      | El Port de la Selva Pl. de l'Església                                                                   | 42° 20′ 17″ N, 3° 12′ 18″ E / 42.338056°N,3.204916°E | IPA-19997     | Església parroquial de Santa Maria de les Neus (el Port de la Selva) · Vegeu més fotos d'aquest monument · Carregueu una nova foto d'aquest monument |
| El Pont Vell                                                                              |                 | Obra popular XV, XVII                                    | El Port de la Selva Sobre la riera de Rubiés o de Romanyac                                              | 42° 19′ 55″ N, 3° 12′ 13″ E / 42.331844°N,3.203527°E | IPA-19999     | El Pont Vell (el Port de la Selva) · Vegeu més fotos d'aquest monument · Carregueu una nova foto d'aquest monument                                   |
| Cementiri del Port de la Selva                                                            |                 | Obra popular XX Inici                                    | El Port de la Selva Paratge de la Costa de l'Oratori                                                    | 42° 19′ 43″ N, 3° 12′ 22″ E / 42.328534°N,3.206162°E | IPA-20001     | Carregueu una nova foto d'aquest monument |
| Casa al carrer del Mar, 10                                                                |                 | Obra popular XX Mitjan                                   | El Port de la Selva C. del Mar, 10                                                                      | 42° 20′ 25″ N, 3° 12′ 14″ E / 42.340165°N,3.203879°E | IPA-20002     | Casa al carrer del Mar, 10 (el Port de la Selva) · Vegeu més fotos d'aquest monument · Carregueu una nova foto d'aquest monument                     |
| Far de s'Arnella, Far de Sarnella                                                         |                 | Eclecticisme XX Inici                                    | El Port de la Selva Punta de s'Arenella                                                                 | 42° 21′ 05″ N, 3° 11′ 13″ E / 42.351407°N,3.187023°E | IPA-20003     | Far de s'Arnella (el Port de la Selva) · Vegeu més fotos d'aquest monument · Carregueu una nova foto d'aquest monument                               |
| Poblat de Santa Creu de Rodes                                                             |                 | Obra popular Medieval                                    | El Port de la Selva A 1 km a ponent del monestir de Sant Pere de Rodes                                  | 42° 19′ 35″ N, 3° 09′ 36″ E / 42.32633°N,3.1599°E    | IPA-20008     | Poblat de Santa Creu de Rodes (el Port de la Selva) · Vegeu més fotos d'aquest monument · Carregueu una nova foto d'aquest monument                  |
| La Font dels Monjos, Font de lo Raig, Font de Sant Pere de Rodes                          |                 | Obra popular XVI                                         | El Port de la Selva Ctra. GIP-6041, km 9, al costat nord del monestir                                   | 42° 19′ 25″ N, 3° 09′ 57″ E / 42.323574°N,3.165968°E | IPA-20009     | Carregueu una nova foto d'aquest monument |
| Forn del Puig de l'Infern                                                                 |                 | Obra popular XV                                          | El Port de la Selva Puig de d'Infern, massís de la Muntanya Negra                                       | 42° 18′ 11″ N, 3° 14′ 59″ E / 42.303194°N,3.249793°E | IPA-20019     | Carregueu una nova foto d'aquest monument |
| Torre del Molí de Vent                                                                    |                 | Obra popular XVI                                         | El Port de la Selva Ctra. GIV-6121, turó del Molí de Vent, vall de la Selva                             | 42° 19′ 51″ N, 3° 11′ 50″ E / 42.330698°N,3.197272°E | IPA-20022     | Carregueu una nova foto d'aquest monument |
| Església de Sant Fruitós de la Vall de Santa Creu, Sant Fructuós de la Vall de Santa Creu |                 | Obra popular XVII                                        | El Port de la Selva C. de l'Església, la Vall de Santa Creu                                             | 42° 20′ 09″ N, 3° 10′ 00″ E / 42.335853°N,3.166644°E | IPA-20023     | Carregueu una nova foto d'aquest monument |
| Barraques de Cruells I, Corrals d'en Marcelet                                             |                 | Obra popular XVII                                        | El Port de la Selva La Vall de Santa Creu, paratge de Cruells, serra de l'Estela                        | 42° 20′ 30″ N, 3° 09′ 56″ E / 42.341738°N,3.165681°E | IPA-20025     | Carregueu una nova foto d'aquest monument |
| Barraques de Cruells II, Corrals d'en Marcelet                                            |                 | Obra popular XVII                                        | El Port de la Selva La Vall de Santa Creu, paratge de Cruells, serra de l'Estela                        | 42° 20′ 27″ N, 3° 09′ 48″ E / 42.340916°N,3.163242°E | IPA-20026     | Carregueu una nova foto d'aquest monument |
| Forn de terrisser de la Font dels Arbres                                                  |                 | Obra popular XVI                                         | El Port de la Selva Ctra. GIP-6041, km 8, indret de la Font dels Arbres                                 | 42° 19′ 38″ N, 3° 09′ 08″ E / 42.327334°N,3.152115°E | IPA-20028     | Carregueu una nova foto d'aquest monument |
| Mas Margall, Mas Alzina                                                                   |                 | Obra popular XVI                                         | El Port de la Selva Ctra. GIP-6041, camí de Puig Maragall                                               | 42° 19′ 40″ N, 3° 08′ 31″ E / 42.327721°N,3.141893°E | IPA-20031     | Carregueu una nova foto d'aquest monument |
| Mas de la Mata                                                                            |                 | Obra popular XVIII                                       | El Port de la Selva Paratge del Mas de la Mata                                                          | 42° 20′ 11″ N, 3° 08′ 25″ E / 42.336293°N,3.140371°E | IPA-20032     | Carregueu una nova foto d'aquest monument |
| Mas Rabassers de Dalt                                                                     |                 | Obra popular XVI                                         | El Port de la Selva Ctra. de Cadaqués al Cap de Creus, paratge dels Rabassers                           | 42° 19′ 01″ N, 3° 16′ 47″ E / 42.316899°N,3.279590°E | IPA-20037     | Carregueu una nova foto d'aquest monument |
| Mas de la Birba                                                                           |                 | Obra popular XVIII                                       | El Port de la Selva Camí del Mas de la Birba, paratge de la Birba, muntanya de Sant Baldiri             | 42° 19′ 27″ N, 3° 15′ 25″ E / 42.324170°N,3.257018°E | IPA-20039     | Carregueu una nova foto d'aquest monument |
| Búnquer del Torrelló I                                                                    |                 | Obra popular XX Mitjan                                   | El Port de la Selva Puig dels Torellons                                                                 | 42° 19′ 29″ N, 3° 13′ 04″ E / 42.324783°N,3.217668°E | IPA-20040     | Carregueu una nova foto d'aquest monument |
| Barraca semi-rupestre del Còrrec de les Cavorques                                         |                 | Obra popular XVIII                                       | El Port de la Selva Muntanya de les Cavorques                                                           | 42° 19′ 19″ N, 3° 12′ 56″ E / 42.321847°N,3.215637°E | IPA-20042     | Carregueu una nova foto d'aquest monument |
| Barraca de la muntanya de les Cavorques                                                   |                 | Obra popular XVIII                                       | El Port de la Selva Muntanya de les Cavorques                                                           | 42° 19′ 14″ N, 3° 12′ 46″ E / 42.320555°N,3.212653°E | IPA-20043     | Carregueu una nova foto d'aquest monument |
| Sant Baldiri de Taballera, Sant Baldiri de Tavellera                                      | BCIL 2006       | Preromànic, barroc, obra popular X, XVIII                | El Port de la Selva Muntanya de Sant Baldiri                                                            | 42° 19′ 32″ N, 3° 13′ 48″ E / 42.325633°N,3.230002°E | IPA-20045     | Sant Baldiri de Taballera (el Port de la Selva) · Vegeu més fotos d'aquest monument · Carregueu una nova foto d'aquest monument                      |
| Barraca al camí de Can Birba                                                              |                 | Obra popular XVIII                                       | El Port de la Selva Camí de Can Birba, muntanya de Sant Baldiri                                         |                                                      | IPA-20055     | Carregueu una nova foto d'aquest monument |
| Barraca semi-rupestre prop de Can Birba                                                   |                 | Obra popular XVIII                                       | El Port de la Selva Muntanya de Sant Baldiri                                                            |                                                      | IPA-20056     | Carregueu una nova foto d'aquest monument |
| Mas Alfares, Mas Alfaràs, Mas de n'Aufares                                                |                 | Obra popular XVI, XIX                                    | El Port de la Selva Camí del Mas Vell al Mas Alfares, muntanya de Sant Baldiri                          | 42° 19′ 23″ N, 3° 14′ 39″ E / 42.322951°N,3.244209°E | IPA-20065     | Carregueu una nova foto d'aquest monument |
| Mas Vell, Masbell                                                                         |                 | Obra popular XV, XVIII                                   | El Port de la Selva Camí de Mas Paltré a Mas vell, muntanya de Sant Baldiri                             | 42° 19′ 14″ N, 3° 14′ 23″ E / 42.320598°N,3.239620°E | IPA-20067     | Mas Vell (el Port de la Selva) · Vegeu més fotos d'aquest monument · Carregueu una nova foto d'aquest monument                                       |
| Barraca i cisterna o aljub del camí del Mas Paltré                                        |                 | Obra popular XVIII                                       | El Port de la Selva Camí dels Masos, muntanya de Sant Baldiri                                           | 42° 19′ 18″ N, 3° 13′ 29″ E / 42.321656°N,3.224849°E | IPA-20074     | Carregueu una nova foto d'aquest monument |
| Barraca de vinya prop del Mas Perafita                                                    |                 | Obra popular XVIII                                       | El Port de la Selva Ctra. GI-614, km 10, muntanya de Sant Baldiri                                       | 42° 17′ 35″ N, 3° 13′ 51″ E / 42.293135°N,3.230818°E | IPA-20075     | Carregueu una nova foto d'aquest monument |
| Barraca prop de la carretera de Perafita                                                  |                 | Obra popular XVIII                                       | El Port de la Selva Muntanya de Sant Baldiri                                                            | 42° 18′ 27″ N, 3° 13′ 19″ E / 42.307630°N,3.222015°E | IPA-20076     | Carregueu una nova foto d'aquest monument |
| Barraca i estable prop del Mas Perafita                                                   |                 | Obra popular XVIII                                       | El Port de la Selva Ctra. GI-614, km 10, muntanya de Sant Baldiri                                       | 42° 17′ 42″ N, 3° 13′ 50″ E / 42.295113°N,3.230548°E | IPA-20077     | Carregueu una nova foto d'aquest monument |
| Mas Bufadors                                                                              |                 | Obra popular XVII, XX                                    | El Port de la Selva Paratge de Bufadors                                                                 | 42° 18′ 29″ N, 3° 14′ 18″ E / 42.307940°N,3.238378°E | IPA-20078     | Mas Bufadors (el Port de la Selva) · Vegeu més fotos d'aquest monument · Carregueu una nova foto d'aquest monument                                   |
| Barraca de Bufadors I                                                                     |                 | Obra popular XVII                                        | El Port de la Selva Camí de Mas Bufadors, paratge de Bufadors                                           | 42° 18′ 13″ N, 3° 14′ 16″ E / 42.303647°N,3.237650°E | IPA-20080     | Barraca de Bufadors I (el Port de la Selva) · Vegeu més fotos d'aquest monument · Carregueu una nova foto d'aquest monument                          |
| Barraca de Bufadors II                                                                    |                 | Obra popular XVIII                                       | El Port de la Selva Camí de Mas Bufadors, paratge de Bufadors                                           | 42° 18′ 12″ N, 3° 14′ 19″ E / 42.303397°N,3.238625°E | IPA-20081     | Carregueu una nova foto d'aquest monument |
| Barraca semi-rupestre còrrec d'en Ravès                                                   |                 | Obra popular XVII                                        | El Port de la Selva A l'esquerra del còrrec d'en Ravès, prop carretera Perafita                         | 42° 18′ 33″ N, 3° 13′ 22″ E / 42.309130°N,3.222892°E | IPA-20084     | Carregueu una nova foto d'aquest monument |
| Barraca semi-rupestre i cisterna prop del còrrec d'en Ravès                               |                 | Obra popular XVIII                                       | El Port de la Selva Prop del còrrec d'en Ravès                                                          | 42° 18′ 35″ N, 3° 13′ 20″ E / 42.309847°N,3.222105°E | IPA-20085     | Carregueu una nova foto d'aquest monument |
| Barraca semi-rupestre a l'esquerra prop del còrrec d'en Ravès                             |                 | Obra popular XVIII                                       | El Port de la Selva Prop del còrrec d'en Ravès                                                          | 42° 18′ 33″ N, 3° 13′ 16″ E / 42.309070°N,3.221053°E | IPA-20086     | Carregueu una nova foto d'aquest monument |
| Barraca semi-rupestre prop del còrrec d'en Ravès                                          |                 | Obra popular XVIII                                       | El Port de la Selva Prop del còrrec d'en Ravès                                                          | 42° 18′ 35″ N, 3° 13′ 20″ E / 42.309847°N,3.222105°E | IPA-20088     | Carregueu una nova foto d'aquest monument |
| La Font de la Vall de Santa Creu, Font d'en Garlapa                                       |                 | Obra popular XVIII, XX Mitjan                            | El Port de la Selva Vall de Santa Creu                                                                  | 42° 20′ 07″ N, 3° 09′ 56″ E / 42.335179°N,3.165598°E | IPA-20090     | Carregueu una nova foto d'aquest monument |
| L'Oratori                                                                                 |                 | Obra popular XVII                                        | El Port de la Selva Dalt de la costa de l'Oratori                                                       | 42° 19′ 43″ N, 3° 12′ 41″ E / 42.328683°N,3.211273°E | IPA-20099     | Carregueu una nova foto d'aquest monument |
| Pous de Can Magí                                                                          |                 | Obra popular XVII-XIX                                    | El Port de la Selva A uns 150 m al sud-oest de Can Magí, muntanya de les Fonts                          |                                                      | IPA-20100     | Carregueu una nova foto d'aquest monument |
| Font i abeurador dels Arbres                                                              |                 | Obra popular XX                                          | El Port de la Selva Ctra. GIP-6041, km 7, entre el Mas Ventós i el Mas de la Pallera                    | 42° 19′ 38″ N, 3° 09′ 08″ E / 42.327217°N,3.152175°E | IPA-20101     | Carregueu una nova foto d'aquest monument |
| Barraca prop del Mas Puignau                                                              |                 | Obra popular XVIII                                       | El Port de la Selva Muntanya de Sant Baldiri                                                            | 42° 19′ 53″ N, 3° 13′ 05″ E / 42.331499°N,3.218122°E | IPA-20109     | Carregueu una nova foto d'aquest monument |
| Barraca a la dreta del còrrec de la Regalada                                              |                 | Obra popular XVIII                                       | El Port de la Selva Paratge del còrrec de la Regalada                                                   | 42° 18′ 49″ N, 3° 13′ 07″ E / 42.313623°N,3.218576°E | IPA-20114     | Carregueu una nova foto d'aquest monument |
| Barraca prop del còrrec de la Regalada                                                    |                 | Obra popular XVIII                                       | El Port de la Selva Paratge del còrrec de la Regalada                                                   | 42° 18′ 43″ N, 3° 13′ 11″ E / 42.312018°N,3.219680°E | IPA-20115     | Carregueu una nova foto d'aquest monument |
| Forn del Prat Romagós                                                                     |                 | Obra popular XVI                                         | El Port de la Selva Paratge de Prat Romagós                                                             | 42° 19′ 29″ N, 3° 15′ 52″ E / 42.324810°N,3.264371°E | IPA-20116     | Carregueu una nova foto d'aquest monument |
| Barraca de Cala Prona                                                                     |                 | Obra popular XVIII                                       | El Port de la Selva Cala Prona                                                                          | 42° 20′ 14″ N, 3° 15′ 43″ E / 42.337119°N,3.262006°E | IPA-20119     | Carregueu una nova foto d'aquest monument |
| Molí d'en Pairet                                                                          |                 | Obra popular XVII                                        | El Port de la Selva Camí de la Vall de la Santa Creu                                                    | 42° 20′ 04″ N, 3° 10′ 27″ E / 42.334527°N,3.174057°E | IPA-20120     | Carregueu una nova foto d'aquest monument |
| Forn de la Costa de la Rajoleria                                                          |                 | Obra popular XVII                                        | El Port de la Selva Ctra. GIV-612, km 1, darrera del club de tenis, paratge de la Costa de la Rajoleria | 42° 19′ 44″ N, 3° 11′ 43″ E / 42.328972°N,3.195191°E | IPA-20122     | Carregueu una nova foto d'aquest monument |
| Casa del Mirador                                                                          |                 | Darreres tendències XX Final                             | El Port de la Selva C. del Mirador                                                                      | 42° 20′ 27″ N, 3° 12′ 25″ E / 42.340897°N,3.207065°E | IPA-20127     | Casa del Mirador (el Port de la Selva) · Vegeu més fotos d'aquest monument · Carregueu una nova foto d'aquest monument                               |
| Veïnat de la Vall de la Santa Creu                                                        |                 | Obra popular Medieval, XVII                              | El Port de la Selva La Vall de Santa Creu                                                               | 42° 20′ 07″ N, 3° 09′ 59″ E / 42.335335°N,3.166442°E | IPA-36296     | Veïnat de la Vall de la Santa Creu (el Port de la Selva) · Vegeu més fotos d'aquest monument · Carregueu una nova foto d'aquest monument             |
| Barraca prop del puig Margall                                                             |                 | Obra popular XVIII                                       | El Port de la Selva Ctra. GIP-6041, prop km 4, serra de Rodes                                           | 42° 19′ 50″ N, 3° 08′ 02″ E / 42.330564°N,3.134016°E | IPA-37759     | Carregueu una nova foto d'aquest monument |
| Forns de calç i pedrera de la Birba                                                       |                 | Obra popular XVII, XX Mitjan                             | El Port de la Selva Puig de la Pedrera, paratge de la Birba                                             | 42° 19′ 31″ N, 3° 15′ 23″ E / 42.325405°N,3.256272°E | IPA-38137     | Carregueu una nova foto d'aquest monument |
| Búnquer-barraca dels Torrellons                                                           |                 | Obra popular XX Mitjan                                   | El Port de la Selva Els Torellons                                                                       | 42° 19′ 17″ N, 3° 13′ 13″ E / 42.321315°N,3.220228°E | IPA-38811     | Carregueu una nova foto d'aquest monument |
| Hospital de Pelegrins de Sant Pere de Rodes                                               |                 | Preromànic X                                             | El Port de la Selva Ctra. GIP-6041, km 9, a l'entrada a l'oest del monestir de Sant Pere de Rodes       | 42° 19′ 50″ N, 3° 08′ 02″ E / 42.330564°N,3.134016°E | IPA-39064     | Carregueu una nova foto d'aquest monument |
| Barraca del Bufadors IV                                                                   |                 | Obra popular XVIII                                       | El Port de la Selva Camí de Mas Bufadors                                                                | 42° 18′ 08″ N, 3° 14′ 10″ E / 42.302191°N,3.236243°E | IPA-39066     | Barraca del Bufadors IV (el Port de la Selva) · Vegeu més fotos d'aquest monument · Carregueu una nova foto d'aquest monument                        |
| Casa al carrer Sant Baldiri, 6                                                            |                 | Obra popular XX Inici                                    | El Port de la Selva C. Sant Baldiri, 6, al costat de l'església parroquial                              | 42° 20′ 17″ N, 3° 12′ 16″ E / 42.338052°N,3.204330°E | IPA-39084     | Casa al carrer Sant Baldiri, 6 (el Port de la Selva) · Vegeu més fotos d'aquest monument · Carregueu una nova foto d'aquest monument                 |
| Pont del Rec del Fuster                                                                   |                 | Obra popular XIX                                         | El Port de la Selva Camí de Sant Baldiri                                                                | 42° 20′ 04″ N, 3° 12′ 49″ E / 42.334545°N,3.213592°E | IPA-39112     | Carregueu una nova foto d'aquest monument |
| Barraca prop del Mas Alfaras                                                              |                 | Obra popular XVIII                                       | El Port de la Selva Camí de Mas Vell a Mas Alfaras                                                      | 42° 19′ 19″ N, 3° 14′ 38″ E / 42.322082°N,3.243982°E | IPA-39259     | Carregueu una nova foto d'aquest monument |
| Barraques de la Mallareta                                                                 |                 | Obra popular XVIII                                       | El Port de la Selva Camí dels Masos                                                                     | 42° 19′ 29″ N, 3° 13′ 17″ E / 42.324792°N,3.221278°E | IPA-39260     | Carregueu una nova foto d'aquest monument |
| Barraca del camí de Taballera                                                             |                 | Obra popular XVIII                                       | El Port de la Selva Camí de St. Baldiri                                                                 | 42° 19′ 43″ N, 3° 13′ 26″ E / 42.328586°N,3.223807°E | IPA-39261     | Carregueu una nova foto d'aquest monument |
| Barraques del camí del Mas Godó                                                           |                 | Obra popular XVIII                                       | El Port de la Selva Camí dels Masos                                                                     | 42° 19′ 12″ N, 3° 13′ 41″ E / 42.320026°N,3.228100°E | IPA-39262     | Carregueu una nova foto d'aquest monument |
| Barraques dels Torrellons                                                                 |                 | Obra popular XVIII                                       | El Port de la Selva Els Torellons                                                                       | 42° 19′ 22″ N, 3° 13′ 10″ E / 42.322694°N,3.219469°E | IPA-39263     | Carregueu una nova foto d'aquest monument |
| Barraques prop del puig de l'Oratori                                                      |                 | Obra popular XVIII                                       | El Port de la Selva Camí dels Masos                                                                     | 42° 19′ 46″ N, 3° 12′ 58″ E / 42.329312°N,3.216184°E | IPA-39264     | Carregueu una nova foto d'aquest monument |
| Barraca del Bufadors III                                                                  |                 | Obra popular XVIII                                       | El Port de la Selva Camí de Mas Bufadors                                                                | 42° 18′ 12″ N, 3° 14′ 14″ E / 42.303396°N,3.237121°E | IPA-39289     | Barraca del Bufadors III (el Port de la Selva) · Vegeu més fotos d'aquest monument · Carregueu una nova foto d'aquest monument                       |
| Barraca del camí de la Cala Taballera                                                     |                 | Obra popular XVIII                                       | El Port de la Selva Camí de Sant Baldiri                                                                | 42° 19′ 38″ N, 3° 14′ 33″ E / 42.327242°N,3.242418°E | IPA-39381     | Carregueu una nova foto d'aquest monument |
| Barraca prop del Mas Perafita II                                                          |                 | Obra popular XVIII                                       | El Port de la Selva Camí de Mas Paltre a cala Taballera                                                 | 42° 17′ 41″ N, 3° 13′ 38″ E / 42.294777°N,3.227150°E | IPA-39382     | Carregueu una nova foto d'aquest monument |